# Víctor Erice
Víctor Erice (Valle de Carranza, 30 giugno 1940) è un regista e sceneggiatore spagnolo.

## Biografia
Erice studia legge, scienze politiche ed economia all'Università di Madrid prima di entrare all'Escuela Oficial de Cinematografia per studiare regia cinematografica.
Scrive di cinema sulla rivista Nuestro Cine, realizza una serie di cortometraggi e dirige un episodio del film collettivo Los desafíos (1969), per poi esordire nel lungometraggio nel 1973, con Lo spirito dell'alveare (El espíritu de la colmena), film ambientato nella Spagna rurale degli anni quaranta, che viene presentato nella Settimana internazionale della critica del Festival di Cannes 1974, vince la Concha de oro per il miglior film al Festival di San Sebastián e riceve tre premi (miglior film, regista e attore) dal Círculo de Escritores Cinematográficos.
Malgrado il successo del suo primo film, diventato subito oggetto di culto nei cineclub e nei festival, passano dieci anni prima che Erice realizzi la sua opera seconda, El sur, presentata in concorso al Festival di Cannes 1983. 
Trascorre quasi un intero altro decennio prima del film successivo, Il sole della mela cotogna (1992), documentario sul pittore Antonio López García, che vince il premio della giuria e il premio FIPRESCI al Festival di Cannes 1992.
Estromesso dalla regia de El embrujo de Shangai, adattamento del romanzo di Juan Marsé a cui aveva dedicato tre anni e dieci versioni della sceneggiatura, dalla produzione, non dirigerà un altro lungometraggio per i successivi trent'anni.
Nel 2014 il Festival del film Locarno lo omaggia con il Pardo alla carriera.
Nel 2023 torna al cinema con Cerrar los ojos.

## Filmografia

### Cortometraggi
- En la terraza (1961)
- Páginas de un diario perdido (1962)
- Los días perdidos (1963)
- Entre vías (1966)
- 3, episodio di Los desafíos (1969)
- Lifeline, episodio di Ten Minutes Older: The Trumpet (2002)
- La Morte rouge (2006)
- Sea-Mail (2007)
- Ana Three Minutes, episodio di 3.11 Sense of Home – documentario (2011)
- Vidros partidos, episodio di Centro histórico (2012)

### Lungometraggi
- Los desafíos (1969)
- Lo spirito dell'alveare (El espíritu de la colmena) (1973)
- El sur (1983)
- Il sole della mela cotogna (El sol del membrillo) – documentario (1992)
- Cerrar los ojos (2023)

## Riconoscimenti
- Festival di Cannes
  - 1992 – Premio della giuria per Il sole della mela cotogna
  - 1992 – Premio FIPRESCI per Il sole della mela cotogna